# Giuseppe Beviacqua
Giuseppe Beviacqua (Italia, 28 de octubre de 1914-19 de agosto de 1999) fue un atleta italiano especializado en la prueba de 10000 m, en la que consiguió ser subcampeón europeo en 1938.

## Carrera deportiva
En el Campeonato Europeo de Atletismo de 1938 ganó la medalla de plata en los 10000 metros, llegando a meta en un tiempo de 30:53.2 segundos, tras el finlandés Ilmari Salminen (oro con 30:52.0 segundos que fue récord de los campeonatos) y por delante del alemán Max Syring.